# 酒井廣大
酒井廣大（日语：／ Sakai Kōdai，1986年9月30日—）是日本男聲優。福岡縣久留米市出身。目前為自由身。。

## 人物
小學時聽了松本梨香配音的小智後開始對聲優有興趣，但國中時知道自己辦不到而放棄。高中畢業後進入跟電腦科系相關的學校，並在福岡縣的企業當系統工程師。後來在看了深夜動畫重新燃起了當聲優的志向。
擅長的運動是羽球。
初次參加配音的作品是《黑色嘉年華》。《迷家》的光宗是初次演出主角的作品。
2022年5月1日宣佈已退出所屬事務所EARLY WING成為自由身。

## 演出作品
※粗體字為主要角色。

### 電視動畫
2013年
- 黑色嘉年華（僕人）
- 絕對防衛利維坦（男B）
- 武士弗拉明戈（音樂家B）
- 我要成為世界最強偶像（舞台監督）

2014年
- 鬼燈的冷徹（新卒）
- pupa（有田、所員B、男A、醫師B）
- 普通女高中生要做當地偶像
- selector infected WIXOSS（男學生）
- 我，要成為雙馬尾（戰鬥員、怪人、車掌）

2015年
- 美男高校地球防衛部LOVE！（學生E）
- 歌之王子殿下♪ 真愛革命（樂團成員）
- 勇敢節拍（閃光節奏[3]）

2016年
- 噬神者
- 迷家（光宗[4]、工作人員、時宗（小孩））
- 91Days（警官）
- ALL OUT!!（住吉道生[5]、松山龍一郎）

2017年
- 國王遊戲 The Animation（藤岡俊之[6]）

2018年
- 我家的烏丘帕斯（魚次郎）
- 甜蜜懲罰～我是看守專用寵物（八雲聖德[7]）- 通常版
- 足球小將翼 第4作（來生哲兵[8]、西丘足球社A）
- 百鍊霸王與聖約女武神（周防勇斗[9]）

2019年
- 五等分的新娘（男子）
- 信長老師的年幼妻子（織田信永）
- 鬼滅之刃（和己）
- 我們真的學不來！（客A）
- 胡蝶綺 ～少年信長～（斯波義銀）
- 放學後桌遊俱樂部（田中慎一郎）

2020年
- A3！（佐久間咲也）
- 社長，戰鬥的時間到了！（男）
- 神之塔（コン）
- ARGONAVIS from BanG Dream! ANIMATION（若草葵）

2021年
- 影宅（喬恩、尚恩）
- 奇巧計程車（今井）
- 佐賀偶像是傳奇 捲土重來（佐賀縣民C）
- 吸血鬼馬上死（梅多基）
- 鬥神姬（リョウ・タカギ）
- TSUKIPRO THE ANIMATION 2（伊織）

2022年
- 影宅 -2nd Season-（喬恩、尚恩[10]）

2024年
- 終末的火車前往何方？（三毛貓）
- 不時輕聲地以俄語遮羞的鄰座艾莉同學（丸山毅[11]）
- 孤單一人的異世界攻略（不良少年F[12]）

2025年
- 黃昏旅店（阿鳥遙斗[13]）

2026年
- 不時輕聲地以俄語遮羞的鄰座艾莉同學（第2期）（丸山毅[14]）

### OVA
2018年
- 幽遊白書「TWO SHOTS」（同學）

### 劇場版動畫
2017年
- 青鬼 THE ANIMATION（少年）

### 遊戲
2013年
- 刀劍神域 無限瞬間
- 你的偶像
- 魔女與百騎兵（亞克）

2014年
- 學園K-Wonderful School Days-
- 刀劍神域 虛空斷章

2015年
- Chaos Dragon 混沌戰爭（巴貝多）
- 栽培少年（修）
- 救世者之樹（男主角）
- 灰色都市 32名嫌疑犯（御堂筋圭[15]）
- 輝星的反叛[16]（梅林）
- 魔壞神兆力翁（阿斯塔羅斯[17]）

2016年
- 問答RPG 魔法使與黑貓維茲（布列得·克拉夫茲）
- 神獄塔 斷罪瑪麗（傑克[18]）
- 為了誰的鍊金術師（內維爾、維克塔）
- VIIDOG CODE（小豆畑悠）
- BEAST Darling!～獸耳男子與祕密宿舍～（鷹宮京介[19]）
- 魔法時光 the Brats' Parade（楓[20]）

2017年
- A3!（佐久間咲也）
- 噓月香格里拉（哈提〈少年〉[21]）
- 足球小將翼：夢幻隊伍（拉森、王忠明[22]）
- 黃昏旅店（阿鳥遙斗[23]）

2018年
- 神獄塔 斷罪瑪麗2（夢魘·傑克[24]）
- Death end re;Quest（雷文[25]）
- 世界終末症候群（主人公[26]）
- KARMA online（阿薩辛）

2019年
- 夢幻模擬戰I&II（艾爾文[27]）
- 南無阿彌陀佛！-蓮台 UTENA-（伊布力斯[28]）
- 乙女劍武藏（源義經[29]）

2020年
- 像素男友（源英司[30]）
- 隊長小翼：新秀崛起（來生哲兵、中尾昭男、武井和人
- 神獄塔 斷罪瑪麗 Finale（傑克[31]、拾[32]）
- 男校公主 Another Princess Days 〜White or Black〜（仙僧供夢慈[33]）

2021年
- 四目神-再會-（田方[34]）
- Re;quartz零度（瑪那[35]）
- 鬼滅之刃 火之神血風譚（和巳）
- ARGONAVIS from BanG Dream! AAside（若草葵[36]）

2022年
- eBASEBALL 實況野球 2022（一之瀬塔哉[37]）

2024年
- ARGONAVIS -前往你所見的舞台-（若草葵[38]）
- 死亡終局輪迴試煉Code Z（雷文[39]）

2025年
- 怪物彈珠（弗恩夫[40]）

### 廣播
- 酒井、今井的RADIO ν WING（2015年－2016年，音泉）
- 迷家「納鳴村 村役場宣傳課」（2016年，音泉）

## 音樂CD

### 角色歌
| 發售日  | 商品名稱            | 演唱名義                                                           | 歌曲                   | 備註                |
| 2017年  | 2017年              | 2017年                                                             | 2017年                 | 2017年              |
| ------- | ------------------- | ------------------------------------------------------------------ | ---------------------- | ------------------- |
| 2月15日 | MANKAI☆開花宣言     | A3ders!                                                            | 「MANKAI☆開花宣言」    | 遊戲《A3!》主題曲   |
| 5月24日 | A3! FIRST SPRING EP | 春組                                                               | 「Spring has come!」   | 遊戲《A3!》相關歌曲 |
| 5月24日 | A3! FIRST SPRING EP | 羅密歐［佐久間咲也（酒井廣大）］、朱利亞斯［碓冰真澄（白井悠介）］ | 「」                   | 遊戲《A3!》相關歌曲 |
| 5月24日 | A3! FIRST SPRING EP | 佐久間咲也（酒井廣大）                                             | 「」                   | 遊戲《A3!》相關歌曲 |
| 2018年  |                     |                                                                    |                        |                     |
| 3月7日  | 春夏秋冬☆Blooming!  | A3ders!                                                            | 「春夏秋冬☆Blooming!」 | 遊戲《A3!》主題曲   |

### 團體成員
1. 1 2  佐久間咲也（酒井廣大）、皇天馬（江口拓也）、攝津萬里（澤城千春）、月岡紬（田丸篤志）
2. ↑  佐久間咲也（酒井廣大）、碓冰真澄（白井悠介）、皆木綴（西山宏太朗）、茅崎至（淺沼晉太郎）、希特隆（五十嵐雅）

## 外部連結
- 事務所官方簡歷 （页面存档备份，存于）（日語）
- 酒井廣大的X（前Twitter）（日語）